# Wallfahrtskirche Mariä Heimsuchung (Rechberg)

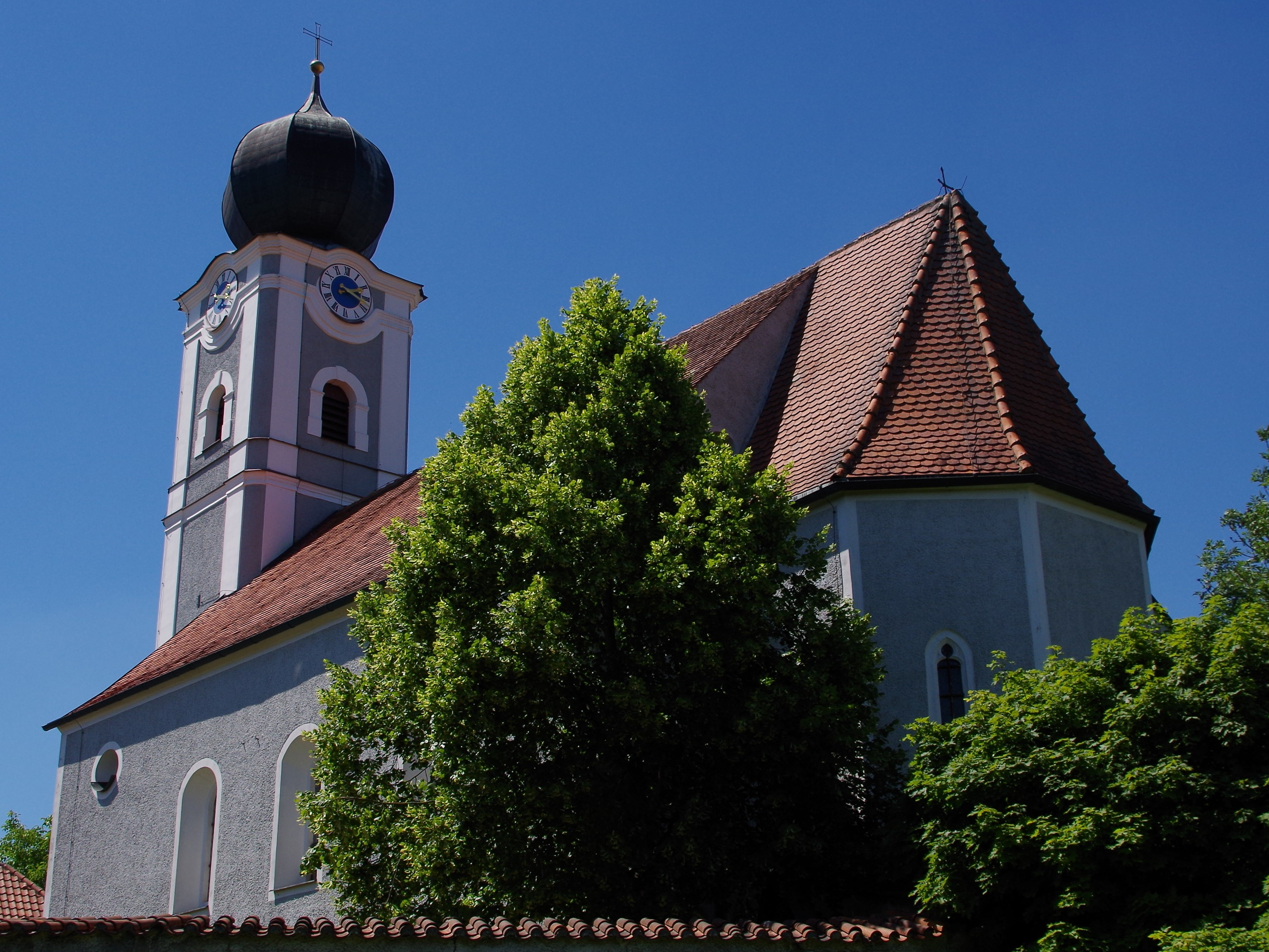
Wallfahrtskirche Mariä Heimsuchung in Rechberg

Die römisch-katholische Wallfahrtskirche Mariä Heimsuchung befindet sich im Ortsteil Rechberg von Beratzhausen. Sie ist eine Filialkirche in der Pfarreigemeinschaft Beratzhausen-Pfraundorf.

## Geschichte
Die Entstehung der Kirche reicht ins Mittelalter zurück, denn in einer Urkunde von 1401 wird sie bereits als „alter Bau“ bezeichnet. Der romanische Bau besaß zwei Türme. 
Nach der Ursprungslegende war der Burgherr von Ehrenfels auf der Jagd; dabei hätten seine Hunde einen Rehbock gestellt. Dieser sei aber ganz ruhig auf seinen Hinterläufen sitzen geblieben und habe in das Geäst eines Baumes geschaut. In der Baumkrone habe sich das Gnadenbild befunden. Der Ehrenfelser habe darauf das Gelübde abgelegt, am Fuß des Berges eine Kirche zu bauen. Aber Rehböcke hätten das Baumaterial in jeder Nacht auf den Berg getragen; darauf habe er sich entschlossen, die Kirche auf dem Rechberg zu errichten.

## Kirchengebäude
Der Chor und der Turm enthalten noch gotische Elemente. Die jetzige Kirche ist aber dem Barock zuzurechnen. 1716 und 1743 folgten größere Umbauten und Erweiterungen.
Die Wallfahrtskirche ist ein Saalbau mit eingezogenem Chor; das Langhaus besteht aus vier Jochen, die bei Umbauten im 18. Jahrhundert entstanden sind. Die Kirche besitzt einen Fassadenturm mit einer Zwiebelhaube und eine Pilastergliederung. Die Friedhofsummauerung stammt aus dem 17. bzw. dem 18. Jahrhundert.
Das Patrozinium wird jährlich am 2. Juli gefeiert, was heute noch Anlass zu Wallfahrten von Gläubigen vorwiegend aus Beratzhausen, Kallmünz, Hohenfels und Lupburg ist.

## Ausstattung
Im Deckenfresko des Langhauses wird die Gründungslegende bildlich dargestellt. Auf der Decke eines mit Säulen getragenen Rundbaus bewundern Menschen verschiedenen Standes dieses Wunder. Auf dem weitgehend unbewaldeten Rechberg tragen auf einem serpentinenartig verschlungenen Weg Rehböcke zwischen ihrem Geweih das Baumaterial, oben auf der Kuppe steht allerdings die bereits fertige Kirche. Der unbekannte Maler hat sich in dem Fresko auch selbst dargestellt.
Im gotischen Chor befindet sich der Hochaltar aus dem 18.  Jahrhundert. Das Gnadenbild ist in diesen Altar integriert. Die Figur ist eine gefasste Holzstatue, die eine Maria mit dem Kind darstellt. Dazu existiert eine Beschreibung von 1510, sodass ihre Entstehung in der Zeit der ausgehenden Gotik anzunehmen ist. Auf dem Altar befinden als Nebenfiguren Johannes der Täufer sowie seine Eltern Zacharias und Elisabet und der heilige Josef mit dem Jesuskind.
Das Langhausfresko Die Verherrlichung des Rechberger Gnadenbildes und das Chorfresko Gottvater als Weltenherrscher von 1772 werden Otto Gebhard zugeschrieben.
In der Kirche befinden sich viele Votivtafeln und Votivkerzen, welche die weiterhin bestehende Wallfahrtstradition belegen.

### Orgel

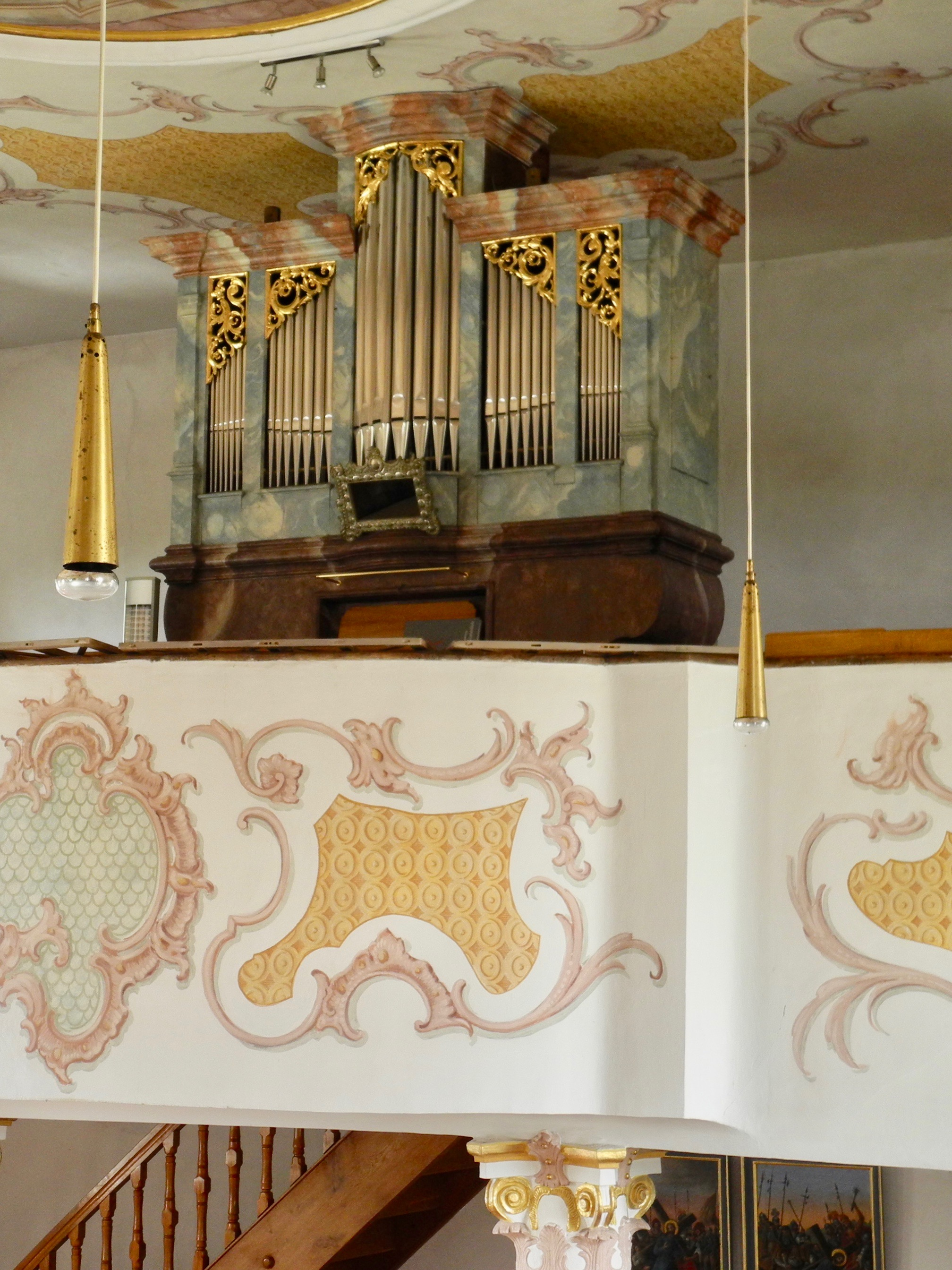
Orgelprospekt in der Wallfahrtskirche Mariä Heimsuchung in Rechberg

In der Kirche steht eine sehr gut erhaltene historische Orgel, die von dem Oberpfälzer Wilhelm Hepp 1823 als ein rein mechanisches Schleifladen-Instrument gefertigt worden ist. Die Orgel wurde 2009 von der Firma Orgelbau Sandtner, Dillingen, restauriert und am 26. Juli 2009 durch Pfarrer Georg Dunst gesegnet.  Die Disposition lautet:
| Manual C,D,E,F,G,A–c3 |       |
| Copula                | 8′    |
| Principal             | 4′    |
| Flöte                 | 4′    |
| Oktave                | 2′    |
| Quinte                | 1 ⁄3′ |
| Mixtur III            | 1′    |

| Pedal C,D,E,F,G,A–a |    |
| Offenbaß            | 8′ |

- Koppeln: Pedal fest angekoppelt